# Ciclismo nos Jogos Olímpicos de Verão de 2020 - Corrida em estrada feminina
A prova da corrida em estrada feminina do ciclismo nos Jogos Olímpicos de Verão de 2020 ocorreu em 25 de julho de 2021 num percurso de 137 quilômetros que se iniciou no Parque Musashinonomori, em Chofu, e chegada no Fuji Speedway, em Oyama. Um total de 67 ciclistas de 40 Comitês Olímpicos Nacionais (CON) participaram do evento.
Foi vencida por Anna Kiesenhofer, da Áustria, vencendo por 1 minuto e 15 segundos sobre a medalhista de prata, Annemiek van Vleuten, dos Países Baixos. A medalha de bronze foi para Elisa Longo Borghini, da Itália.

## Qualificação
Cada Comitê Olímpico Nacional (CON) poderia inscrever até quatro ciclistas na corrida em estrada individual feminina. Todas as vagas foram atribuídas aos CONs, que poderiam selecionar as ciclistas a competir. Havia um total de 67 vagas disponíveis para a prova, que foram alocadas em um processo de várias etapas:
- 62 vagas foram atribuídas através do ranking mundial de nações da União Ciclística Internacional (UCI). Esta classificação incluiu corridas femininas de elite e sub-23 na temporada de 2019 (de 22 de outubro de 2018 a 22 de outubro de 2019). Os cinco primeiros países receberam, cada um, o máximo de quatro vagas: Países Baixos, Itália, Alemanha, Estados Unidos e Austrália. As nações classificadas de 6º a 13º receberam três vagas cada e do 14ª ao 22º receberam duas vaga cada uma.

- Uma regra especial deu a oportunidade para ciclistas individuais classificadas entre as 100 primeiras no ranking, mas cujo país não estava entre os 22 melhores no ranking de nações, de receber vagas (substituindo os países com classificação mais baixa). Como houve 17 individuais elegíveis, seus lugares foram deduzidos das nações de classificação inferior: isso reduziu todas as nações do 14º ao 22º a uma vaga cada e todas as nações do 6º ao 13º a duas vagas cada.

- As próximas três vagas foram atribuídas nos campeonatos africano, asiático e pan-americano de 2019; em cada campeonato, entre as nações ainda não classificadas, a com a melhor ciclista de estrada conquistaram as vagas. Estas foram conquistadas por Etiópia na África, Coreia do Sul na Ásia e Paraguai nas Américas.

- As duas últimas vagas foram reservadas ao país anfitrião, Japão; caso o país já tivesse conquistado uma ou duas vagas nos critérios citados anteriormente, elas seriam realocados para ranking mundial da UCI. Nesse caso, o Japão ganhou uma vaga por meio da qualificação padrão e, portanto, recebeu apenas uma vaga de anfitrião, sendo a outra realocada para o 6º colocado, Bélgica.

Pouco antes dos Jogos, Lotta Henttala, da Finlândia, desistiu e foi substituída pelo 8º colocado Canadá, que nomeou Alison Jackson. Do mesmo modo, Emilia Fahlin, da Suécia, também desistiu e foi substituída por Marta Lach, da 9ª colocada Polônia.

## Formato
A corrida em estrada é realizada com uma largada em massa e realizado em apenas um dia. Os percursos para as corridas masculinas e femininas foram revelados em agosto de 2018. A feminina se iniciou no Parque Musashinonomori, em Chofu, oeste de Tóquio, às 13:00 locais e terminou no circuito Fuji Speedway, em Oyama, Shizuoka. A corrida teve 137 quilômetros (85 milhas) de distância com um ganho de elevação total de 2 692 metros (8 832 pés).
A primeira parte das corridas masculina e feminina foi idêntica. O percurso passou primeiro pela periferia quase plana da área metropolitana de Tóquio. Após 40 quilômetros (25 milhas), as ciclistas subiram gradualmente em direção ao pé da estrada Doushi, uma subida de 5,9 quilômetros (3,7 mi) com um gradiente médio de 5,7 por cento. A subida terminou após 80 quilômetros (50 mi) de corrida a uma altitude de 1 121 metros (3 678 pés) acima do nível do mar. Depois de chegar ao lago Yamanakako, em Yamanashi, e cruzar o estreito de Kagosaka, as ciclistas enfrentaram uma descida de 15 quilômetros (9,3 milhas) e a partir daqui, os percursos foram diferentes para as corridas masculina e feminina. Após a descida, a corrida feminina seguiu em direção ao Fuji Speedway, contornando as subidas do Fuji Sanroku e do estreito de Mikuni. As ciclistas disputaram uma volta e meia na pista ondulante antes de cruzarem a linha de chegada do Fuji Speedway.

## Calendário
Horário local (UTC+9)
| Dia         | Horário | Fase  |
| ----------- | ------- | ----- |
| 25 de julho | 13:00   | Final |

## Medalhistas
| Ouro   | AUT Anna Kiesenhofer     |
| Prata  | NED Annemiek van Vleuten |
| Bronze | ITA Elisa Longo Borghini |

## Resultados
A prova foi disputada em 25 de julho de 2021, com início as 13:00 locais. Das 67 ciclistas que largaram, 48 conseguiram completar o percurso de 137 quilômetros.
| Pos.              | Bib | Ciclista                  | CON                   | Tempo   | Dif.    |
| ----------------- | --- | ------------------------- | --------------------- | ------- | ------- |
| Medalha de ouro   | 48  | Anna Kiesenhofer          | AUT Áustria           | 3:52:45 |         |
| Medalha de prata  | 2   | Annemiek van Vleuten      | NED Países Baixos     | 3:54:00 | + 1:15  |
| Medalha de bronze | 7   | Elisa Longo Borghini      | ITA Itália            | 3:54:14 | + 1:29  |
| 4                 | 20  | Lotte Kopecky             | BEL Bélgica           | 3:54:24 | + 1:39  |
| 5                 | 4   | Marianne Vos              | NED Países Baixos     | 3:54:31 | + 1:46  |
| 6                 | 11  | Lisa Brennauer            | GER Alemanha          | 3:54:31 | + 1:46  |
| 7                 | 28  | Coryn Rivera              | USA Estados Unidos    | 3:54:31 | + 1:46  |
| 8                 | 6   | Marta Cavalli             | ITA Itália            | 3:54:31 | + 1:46  |
| 9                 | 57  | Olga Zabelinskaya         | UZB Uzbequistão       | 3:54:31 | + 1:46  |
| 10                | 10  | Cecilie Uttrup Ludwig     | DEN Dinamarca         | 3:54:31 | + 1:46  |
| 11                | 22  | Lizzie Deignan            | GBR Grã-Bretanha      | 3:54:31 | + 1:46  |
| 12                | 33  | Margarita Victoria García | ESP Espanha           | 3:54:31 | + 1:46  |
| 13                | 31  | Ashleigh Moolman          | RSA África do Sul     | 3:54:31 | + 1:46  |
| 14                | 25  | Katarzyna Niewiadoma      | POL Polônia           | 3:54:31 | + 1:46  |
| 15                | 1   | Anna van der Breggen      | NED Países Baixos     | 3:54:31 | + 1:46  |
| 16                | 43  | Karol-Ann Canuel          | CAN Canadá            | 3:55:05 | + 2:20  |
| 17                | 50  | Alena Amialiusik          | BLR Bielorrússia      | 3:55:05 | + 2:20  |
| 18                | 24  | Marta Lach                | POL Polônia           | 3:55:13 | + 2:28  |
| 19                | 40  | Eugenia Bujak             | SLO Eslovênia         | 3:55:13 | + 2:28  |
| 20                | 41  | Christine Majerus         | LUX Luxemburgo        | 3:55:13 | + 2:28  |
| 21                | 64  | Eri Yonamine              | JPN Japão             | 3:55:13 | + 2:28  |
| 22                | 49  | Paula Patiño              | COL Colômbia          | 3:55:15 | + 2:30  |
| 23                | 12  | Liane Lippert             | GER Alemanha          | 3:55:17 | + 2:32  |
| 24                | 54  | Omer Shapira              | ISR Israel            | 3:55:23 | + 2:38  |
| 25                | 3   | Demi Vollering            | NED Países Baixos     | 3:55:41 | + 2:56  |
| 26                | 16  | Tiffany Cromwell          | AUS Austrália         | 3:55:41 | + 2:56  |
| 27                | 26  | Anna Plichta              | POL Polônia           | 3:55:58 | + 3:13  |
| 28                | 34  | Ane Santesteban           | ESP Espanha           | 3:56:04 | + 3:19  |
| 29                | 29  | Leah Thomas               | USA Estados Unidos    | 3:56:07 | + 3:22  |
| 30                | 36  | Juliette Labous           | FRA França            | 3:56:07 | + 3:22  |
| 31                | 27  | Chloé Dygert              | USA Estados Unidos    | 3:58:51 | + 6:06  |
| 32                | 44  | Alison Jackson            | CAN Canadá            | 3:59:47 | + 7:02  |
| 33                | 52  | Tereza Neumanová          | CZE República Checa   | 3:59:47 | + 7:02  |
| 34                | 56  | Arlenis Sierra            | CUB Cuba              | 3:59:47 | + 7:02  |
| 35                | 47  | Rasa Leleivytė            | LTU Lituânia          | 3:59:47 | + 7:02  |
| 36                | 45  | Leah Kirchmann            | CAN Canadá            | 3:59:47 | + 7:02  |
| 37                | 37  | Katrine Aalerud           | NOR Noruega           | 3:59:52 | + 7:07  |
| 38                | 67  | Na Ah-reum                | KOR Coreia do Sul     | 4:01:08 | + 8:23  |
| 39                | 39  | Tamara Dronova            | ROC                   | 4:01:08 | + 8:23  |
| 40                | 17  | Sarah Gigante             | AUS Austrália         | 4:01:08 | + 8:23  |
| 41                | 13  | Hannah Ludwig             | GER Alemanha          | 4:01:08 | + 8:23  |
| 42                | 21  | Julie Van de Velde        | BEL Bélgica           | 4:01:08 | + 8:23  |
| 43                | 63  | Hiromi Kaneko             | JPN Japão             | 4:01:08 | + 8:23  |
| 44                | 5   | Marta Bastianelli         | ITA Itália            | 4:02:16 | + 9:31  |
| 45                | 30  | Ruth Winder               | USA Estados Unidos    | 4:02:16 | + 9:31  |
| 46                | 35  | Marlen Reusser            | SUI Suíça             | 4:02:16 | + 9:31  |
| 47                | 15  | Grace Brown               | AUS Austrália         | 4:02:16 | + 9:31  |
| 48                | 8   | Soraya Paladin            | ITA Itália            | 4:08:40 | + 15:55 |
| —                 | 9   | Emma Norsgaard            | DEN Dinamarca         | DNF     | DNF     |
| —                 | 19  | Valerie Demey             | BEL Bélgica           | DNF     | DNF     |
| —                 | 38  | Stine Borgli              | NOR Noruega           | DNF     | DNF     |
| —                 | 66  | Teniel Campbell           | TTO Trinidad e Tobago | DNF     | DNF     |
| —                 | 62  | Antri Christoforou        | CYP Chipre            | DNF     | DNF     |
| —                 | 61  | Sun Jiajun                | CHN China             | DNF     | DNF     |
| —                 | 53  | Agua Marina Espínola      | PAR Paraguai          | DNF     | DNF     |
| —                 | 18  | Amanda Spratt             | AUS Austrália         | DNF     | DNF     |
| —                 | 14  | Trixi Worrack             | GER Alemanha          | DNF     | DNF     |
| —                 | 23  | Anna Shackley             | GBR Grã-Bretanha      | DNF     | DNF     |
| —                 | 32  | Carla Oberholzer          | RSA África do Sul     | DNF     | DNF     |
| —                 | 42  | Valeriya Kononenko        | UKR Ucrânia           | DNF     | DNF     |
| —                 | 46  | Jutatip Maneephan         | THA Tailândia         | DNF     | DNF     |
| —                 | 51  | Vera Looser               | NAM Namíbia           | DNF     | DNF     |
| —                 | 55  | Lizbeth Salazar           | MEX México            | DNF     | DNF     |
| —                 | 58  | Selam Amha                | ETH Etiópia           | DNF     | DNF     |
| —                 | 59  | Mossana Debesai           | ERI Eritreia          | DNF     | DNF     |
| —                 | 60  | María José Vargas         | CRC Costa Rica        | DNF     | DNF     |
| —                 | 65  | Catalina Soto             | CHI Chile             | DNF     | DNF     |